# 阿拉鲁阿马
阿拉鲁阿马是巴西里约热内卢州的一个市镇。总面积633.795平方公里，总人口109705人，人口密度173.1人/平方公里。